# 469
469 (CDLXIX) je bilo navadno leto, ki se je po julijanskem koledarju začelo na sredo.

## Dogodki
- 1. januar
- Vandali zavzamejo Korziko.

## Smrti
- Valamir, kralj Ostrogotov (* okoli 420)